# Ubiratan Guimarães
Ubiratan Guimarães, conocido como Coronel Ubiratan (São Paulo, 19 de enero de 1943 - São Paulo, 9 de septiembre de 2006), fue un oficial de la Policía Militar del Estado de São Paulo y político brasileño. Es conocido por liderar la invasión de la Policía Militar de São Paulo al Complejo Penitenciario de Carandiru, en el episodio conocido como la Masacre de Carandiru. Años después, Ubiratan fue asesinado en su apartamento en São Paulo, en un crimen que aún no ha sido esclarecido.

## Carrera militar
Ingresó a las filas de la Fuerza Pública el 15 de febrero de 1960. Fue declarado Aspirante a Oficial el 7 de marzo de 1964. Fue ascendido a Subteniente el 15 de diciembre de 1964; Primer Teniente el 25 de agosto de 1967; Capitán el 25 de agosto de 1973; Mayor el 24 de mayo de 1980; Teniente Coronel el 24 de mayo de 1985; Coronel el 11 de marzo de 1988.
Coronel de la reserva de la Policía Militar, en la que sirvió durante 32 años, Ubiratan Guimarães lideró la policía antidisturbios y el Regimiento de Caballería 9 de Julio y, en 1989, fue designado Comandante del Policiamiento Metropolitano. En este cargo, tuvo la responsabilidad de contener una rebelión en el Complejo Penitenciario de Carandiru el 2 de octubre de 1992. La acción policial resultó en la muerte de 111 presos. El episodio se conoció como la Masacre de Carandiru y tuvo una amplia repercusión mediática. con consecuencia del escándalo, Ubiratan fue apartado del cargo por el gobernador Luiz Antônio Fleury Filho y, posteriormente, solicitó su paso a la reserva.

## Carandiru
Una disputa entre miembros de facciones rivales en el Pabellón 9, que debería haber terminado como otro disturbio en la Casa de Detención, en el complejo de Carandiru, zona norte de São Paulo, se convirtió en una rebelión. Una intervención policial, calificada por la fiscalía como "desastrosa y mal preparada", liderada inicialmente por el Coronel Ubiratan, quien al ingresar a unos metros en el pabellón fue atacado desde las escaleras y rápidamente socorrido (los policías presentes afirman que lo que golpeó al coronel fue un televisor o un cilindro de gas, en llamas), resultó en la muerte de 111 reclusos. El episodio fue conocido como la Masacre de Carandiru, según lo clasificaron los medios y las organizaciones de derechos humanos.
El coronel fue acusado de homicidio y condenado en junio de 2001 a 632 años por 102 de las 111 muertes (seis años por cada homicidio y veinte años por cinco intentos de homicidio). Al año siguiente, fue elegido diputado estatal por São Paulo, tras la sentencia condenatoria, y durante el proceso de apelación de la sentencia de 2001. Por esta razón, el tribunal de apelación fue llevado a cabo por el Órgano Especial del Tribunal de Justicia, es decir, los 25 jueces más antiguos del estado de São Paulo, el 15 de febrero de 2006. El Órgano reconoció, por veinte votos a favor y dos en contra, que la sentencia condenatoria emitida en el juicio por jurado contenía un error, ya que el coronel había sido alcanzado y tuvo que ser hospitalizado durante la retoma del presidio. Esta revisión finalmente absolvió al acusado.
Se observó el paralelismo (simetría) entre las reglas establecidas en la Constitución Federal y en la Constitución del Estado de São Paulo, y por esta razón, se considera constitucional el fuero especial para el diputado estatal.

## Vida política
Convertido en un nombre conocido por el público después de la masacre, Ubiratan ingresó a la política. En 1994, se postuló como diputado estatal, recibiendo alrededor de 26 mil votos y obteniendo una posición de suplente. Tomó posesión como suplente de diputado estatal por el PTB en dos ocasiones: de enero de 1997 a abril de 1998 y de enero a marzo de 1999. Posteriormente, fue elegido diputado estatal por São Paulo con 56,155 votos en 2002, utilizando el número 14 111.
Fue miembro de las CPIs del Crimen Organizado y de la Favela Naval. En su segundo mandato, formó parte de las Comisiones de Seguridad Pública y Administración Pública, y presidió la Comisión de Asuntos Municipales. Ubiratan fue considerado una figura importante en la defensa de la venta de armas a los ciudadanos durante el referendo sobre el desarme de 2005. Además, los líderes de su partido lo veían como un importante "puxador" de votos para la bancada da bala.
En la Asamblea Legislativa de São Paulo, el coronel abogó por la valorización de los policías. Su discurso cobró más fuerza después de las oleadas de ataques del crimen organizado en São Paulo, dirigidos por el Primeiro Comando da Capital.
Edir Sales, del PL, partido aliado al PTB en São Paulo, asumió el puesto de suplente en lugar del coronel.

## Muerte
Alrededor de las 22:30 horas de un domingo, el 10 de septiembre de 2006, uno de los asesores de Ubiratan lo encontró muerto, con un disparo, en su apartamento en Jardins, São Paulo. Aparentemente, no había signos de lucha corporal en el lugar y la puerta trasera estaba apenas entreabierta.
El cuerpo del coronel estaba boca arriba, cubierto solo con una toalla. El disparo alcanzó la parte inferior del pezón derecho y salió por la espalda.
El cuerpo de Ubiratan fue enterrado la tarde del 11 de septiembre en el cementerio Horto Florestal, en la zona norte de São Paulo. El cortejo llegó al cementerio alrededor de las 17:00 horas. Estaba programada una parada en la capilla, pero la familia optó por cancelarla debido a la gran cantidad de personas que acompañaban la ceremonia.
En el muro del edificio donde vivía, se encontraba el grafiti "aqui se faz, aqui se paga", haciendo referencia al Masacre del Carandiru, donde el Coronel fue el comandante de la operación.

### Investigación y desarrollo
El homicidio fue investigado por el DHPP (Departamento de Homicidios y Protección a la Persona), bajo el mando del delegado Armando de Oliveira Costa Filho. El crimen sigue sin resolverse.

## 111
El coronel Ubiratan siempre estuvo vinculado al número 111, pero afirmaba que no tenía nada que ver con los 111 muertos en la masacre del Carandiru, como aún se cree. Sostenía que el 111 era el número del caballo que montaba en sus días en el regimiento de caballería. En las elecciones de 2006, su número era 14 111, por lo que el partido tiene la intención de "conservarlo" como homenaje al coronel. Coincidentemente, Ubiratan fue enterrado en el n.º 111 de la Rua Luís Nunes, en la zona norte de la capital paulista (el día 11).